# Ситьонуэво
Ситьонуэво (исп. Sitionuevo) — город и муниципалитет на севере Колумбии, на территории департамента Магдалена.

## История
Поселение, из которого позднее вырос город, было основано в 1751 году. Муниципалитет Ситьонуэво был выделен в отдельную административную единицу в 1848 году.

## Географическое положение

Муниципалитет Ситьонуэво

Город расположен в северо-западной части департамента, на правом берегу реки Магдалена, на расстоянии приблизительно 74 километров к юго-западу от Санта-Марты, административного центра департамента Магдалена. Абсолютная высота — 3 метра над уровнем моря.

Муниципалитет Ситьонуэво граничит на востоке с территорией муниципалитета Пуэбло-Вьехо, на юге — с муниципалитетом Ремолино, на западе — с территорией департамента Атлантико, на севере омывается водами Карибского моря. Площадь муниципалитета составляет 948 км².

## Население
По данным Национального административного департамента статистики Колумбии, совокупная численность населения города и муниципалитета в 2015 году составляла 31 706 человек.
Динамика численности населения муниципалитета по годам:
| 2005   | 2006   | 2007   | 2008   | 2009   | 2010   | 2011   | 2012   | 2013   | 2014   | 2015   |
| ------ | ------ | ------ | ------ | ------ | ------ | ------ | ------ | ------ | ------ | ------ |
| 26 867 | 27 433 | 27 981 | 28 510 | 29 022 | 29 515 | 29 989 | 30 446 | 30 884 | 31 304 | 31 706 |

Согласно данным переписи 2005 года мужчины составляли 53,6 % от населения Ситьонуэво, женщины — соответственно 46,4 %. В расовом отношении белые и метисы составляли 95,9 % от населения города; негры, мулаты и райсальцы — 4,1 %.
Уровень грамотности среди всего населения составлял 71,3 %.

## Экономика
Основу экономики Ситьонуэво составляет сельскохозяйственное производство.

67,3 % от общего числа городских и муниципальных предприятий составляют предприятия торговой сферы, 26,5 % — предприятия сферы обслуживания, 5,1 % — промышленные предприятия, 1,1 % — предприятия иных отраслей экономики.

## Транспорт
Через город проходит национальное шоссе № 27 (исп. Ruta Nacional 27).